# 빅마우스
《빅 마우스》는 2022년 7월 29일부터 2022년 9월 17일까지 방송된 MBC 금토드라마 작품이다.

## 기획 의도
승률 10%의 변호사가 맡게 된 살인 사건에 휘말려, 악마의 지배자로 군림하고 있는 천재 사기꾼 '빅마우스[Big Mouse]'가 되어 살아남기 위해, 가족을 지키기 위해 음모가 가득한 특권층의 진실을 파헤쳐 가는 서스펜스 스릴러 드라마

## 제작진

### 제작사
- 에이스토리 : KBS 2TV 수목 드라마 《신데렐라 언니》, ENA 수목 드라마 《이상한 변호사 우영우》 제작
- 스튜디오드래곤
- A-MAN프로젝트

### 제작
- 이상백
- 김영규
- 이종혁

### 크리에이터
- 장영철 : KBS 2TV 특집 드라마 《희망 여관》(집필), SBS 수목 드라마 《정》(공동 집필), SBS 월화 드라마 《2004 인간시장》(집필), KBS 1TV 대하 드라마 《대조영》(집필), SBS 대하 드라마 《자이언트》(공동 집필), SBS 월화 드라마 《샐러리맨 초한지》(공동집필), SBS 주말 특별 기획 드라마 《돈의 화신》(공동 집필), MBC 월화 드라마 《기황후》(공동 집필), MBC 월화 드라마 《몬스터》(공동 집필), SBS 금토 드라마 《배가본드》(공동 집필), 도서 《대조영》(공동 집필), 도서 《샐러리맨 초한지》(공동 집필), 도서 《기황후》(공동 집필) 집필
- 정경순 : SBS 수목 드라마 《정》(공동 집필), SBS 대하 드라마 《자이언트》(공동 집필), SBS 월화 드라마 《샐러리맨 초한지》(공동 집필), SBS 주말 특별 기획 드라마 《돈의 화신》(공동 집필), MBC 월화 드라마 《기황후》(공동 집필), MBC 월화 드라마 《몬스터》(공동 집필), SBS 금토 드라마 《배가본드》(공동 집필), 도서 《샐러리맨 초한지》(공동 집필), 도서 《기황후》(공동 집필) 집필

### 극본
- 김하람

### 연출
- 오충환 : SBS 일일 드라마 《가족의 탄생》(공동 연출), SBS 수목 드라마 《별에서 온 그대》(공동 연출), SBS 특집 드라마 《내일을 향해 뛰어라》(연출), SBS 수목 드라마 《냄새를 보는 소녀》(공동 연출), SBS 월화 드라마 《닥터스》(연출), SBS 수목 드라마 《당신이 잠든 사이에》(공동 연출), tvN 토일 드라마 《호텔 델루나》(연출), tvN 토일 드라마 《스타트업》(공동 연출) 연출
- 배현진 : tvN 토일 드라마 《스타트업》(공동 연출) 연출

## 등장 인물

### 주요 인물
- 이종석 : 박창호 역 - 승률 10%의 삼류 변호사, 우연한 사건에 연루되어 천재 사기꾼 '빅마우스'로 지목된다.

극 중에서 방송된 내용 전개상 보육원 출신이다. 아내인 미호를 소중히 여기는 것도 미호에 대한 사랑 뿐만 아니라 자신이 소중히 여길 수 있는 가족이기 때문. 그래서 장인어른인 고기광을 친아버지처럼 여긴다.
- 임윤아 : 고미호 역(†) - 타고난 미모와 당찬 매력으로 만인의 연인이었지만 창호와 결혼 후 생활력 만렙이 된 간호사

대학 시절 좋다고 따라다닌 남자가 한 트럭이었지만, 내 남자는 내가 만든다는 신념으로 별 볼 일 없던 창호를 뒷바라지해 변호사를 만들었다. 결혼 후 창호와 우아하고 행복한 나날을 꿈꿨으나 웬걸 이 인간 소송마다 연전연패는 물론 사기로 숨겨놓은 쌈짓돈도 날려버렸다. 생활고가 극에 달했지만, 그래도 가장으로서 창호는 믿었다. 그런데 세상은 창호가 희대의 사기꾼이란다. 그런 창호의 누명을 벗기기 위해 미호는 숨겨놨던 승부사의 기질을 다시금 꺼낸다. "그 인간은 내가 잘 알아. 정의까지는 아니어도 사기꾼은 아냐! 내 남편 누명은 내가 벗기겠어!" 사망
- 김주헌 : 최도하 역 - 스타검사 출신 현 구천시장

준수한 외모와 시니컬하고 세련된 말투, 절제된 매너까지 가진 사람이다. 정치적 야망이 큰 그의 인생 목표는 두 가지다. 첫 번째는 구천시의 핵심인 NR 포럼을 장악하는 것, 그리고 두 번째는, 가장 높고 존엄한 자.. 대통령이 되는 것이다.

### NR 포럼
- 양경원 : 공지훈 역 - 우정일보 사장, NR포럼 리더.

뛰어난 두뇌와 감각으로 형들을 제치고 신문사를 물려받았다. 정치적 야망이 최도하 못지않으며, 출생신분을 이유로 최도하를 깔보며 견제한다.
- 김정현 : 정채봉 역 - 사학재단 칠봉 학원 이사

유명 사학재단인 칠봉학원 설립자의 아들이다. 구천 대학병원도, 칠봉학원 소유의 법인이다.
- 이유준 : 한재호 역 - 구천 대학병원 외과과장

실력이 좋은 의사이며, 서재용과 병원장 자리를 다툰다.
- 오륭 : 이두근 역 - NR포럼 고문 변호사

TV 법률 프로그램에 출연 중인 유명 인사다, 부친이 대법관 출신이고, 형제들이 모두 판검사를 하는 법조계 성골이다.
- 윤석현 : 차승태 역 - O.C그룹 전무

NR포럼 핵심 멤버이자 수성그룹 차기 후계자
- 박훈 : 서재용 역 - 구천 대학병원 혈액종양 내과과장 (특별출연)

구천 대학병원의 실세 중 한 명이다.
- 김규선 : 에슐리 킴 역 - 큐레이터, 지훈의 아내.

재미교포이며 우정갤러리 관장이다, 서구적인 사고방식이 몸에 배어 있다. 현주희에게 내심 반감을 갖고 있고 늘 기싸움을 벌인다.
- 장혁진 : 최중락 역 - 구천검찰청 검사

최도하가 검사로 있을 때부터 심복이었다, 출세를 위해서라면 차라리 물불 가리지 않는다.

### 구천병원
- 옥자연 : 현주희 역 - 구천 대학병원 병원장, 도하의 아내.

NR 포럼 실질적인 리더격이다. 법무부 장관 출신의 아버지와 대학총장 어머니, 차세대 정치 유망주 남편에 대학병원 병원장 타이틀, 그리고 빼어난 미모까지. 모든 것을 가졌다.
- 김선화 : 박미영 역 - 구천병원 수간호사

- 박세현 : 장희주 역 - 구천병원 간호사

### 구천교도소
- 정재성 : 박윤갑 역 - 구천교도소장

구천교도소 내에서는 대통령 이상이며, 자신만의 규율과 방식으로 흉악범들을 통제하고 있다. 야비하고 잔인하며 상당히 뛰어난 배짱과 두뇌의 소유자이기도 하다.
- 곽동연 : 제리(오진철) 역 - 사기범 (특별출연)

사기전과범이다, 빅마우스를 너무 존경해서 닉네임도 '톰과 제리'의 생쥐 제리로 지었다. 창호를 빅마우스로 인정하며 무한충성을 다한다.
- 양형욱 : 노박 역 - 살인미수범

노씨 아버지와 박씨 어머니 사이에서 태어나 이름이 노박이다, 철판요리 전문 셰프로 취객과 다툼을 벌이다 칼을 휘둘러 구속됐다. 관상과 사주를 잘 본다. 교도소장의 총애도 각별하다.
- 김동원 : 간수철 역 - 구천교도소 교도관

- 유태주 : 탁광연 역 - '여자만 9명을 살해한 사이코패스 살인마

수감 이후 박창호에게 패드립을 듣고 눈물을 흘린다.
- 송경철 : 양춘식 역 - 사슬파 두목

- 송하림 : 칠점사 역

- 차시원 : 한연성 역 - 구천교도소 교도관

### 창호 주변인물
- 이기영 : 고기광 역 - 미호의 아버지

창호의 변호사 사무실에서 사무장을 지내고 있다, 본인 명의의 빌라에서 창호, 미호와 함께 살고 있다.
- 오의식 : 김순태 역 - 변호사, 창호의 친구

창호를 돕는 조력자이기도 하다.

### 그 외 인물
- 홍지희 : 장혜진 역 - 한재호 아내

인터넷 방송 요리 프로그램 진행을 맡고 있다.
- 이승형 : 차 실장 역
- 전국환 : 강성근 역 - NK 화학 회장
- 김중돈
- 윤환
- 김기현 : 연흥관에서 상영된 영상 속 내레이션 역
- 박광재
- 배호근
- 민구경 : 홍광호 역 - 임상병리과 과장
- 이현걸
- 이윤상 : 판사 역
- 전재홍
- 이규섭
- 한동호 : 조 비서 역
- 신덕호 : 함 소장 역
- 정재진 : 최 노인 역 - 조해수의 처남

### 특별출연
- 유수빈
- 김도완
- 신승환 : 피터 홍 역

## 시청률
최저 시청률과 최고 시청률은 시청률 조사회사와 지역별로 시청률에 차이가 있을 수 있습니다.
| 2022년 | 2022년   | 2022년         | 2022년         | 2022년       | 2022년 |
| 회차   | 방송일   | TNmS 시청률    | AGB 시청률     | AGB 시청률   |        |
| 회차   | 방송일   | 대한민국(전국) | 대한민국(전국) | 서울(수도권) |        |
| ------ | -------- | -------------- | -------------- | ------------ | ------ |
| 제1회  | 7월 29일 | 5.6%           | 6.2%           | 6.3%         |        |
| 제2회  | 7월 30일 | 6.1%           | 6.1%           | 6.4%         |        |
| 제3회  | 8월 5일  | 8.1%           | 7.6%           | 8.1%         |        |
| 제4회  | 8월 6일  | -              | 8.6%           | 8.7%         |        |
| 제5회  | 8월 12일 | 9.6%           | 9.8%           | 10.0%        |        |
| 제6회  | 8월 13일 | 10.0%          | 10.8%          | 10.8%        |        |
| 제7회  | 8월 19일 | 10.1%          | 11.2%          | 11.4%        |        |
| 제8회  | 8월 20일 | 9.6%           | 10.3%          | 10.4%        |        |
| 제9회  | 8월 26일 | 11.0%          | 11.5%          | 11.7%        |        |
| 제10회 | 8월 27일 | 9.4%           | 10.0%          | 10.2%        |        |
| 제11회 | 9월 2일  | 11.2%          | 11.4%          | 11.4%        |        |
| 제12회 | 9월 3일  | 11.4%          | 12.0%          | 12.0%        |        |
| 제13회 | 9월 9일  | -              | 8.3%           | 8.3%         |        |
| 제14회 | 9월 10일 | 10.1%          | 10.6%          | 10.3%        |        |
| 제15회 | 9월 16일 | 10.5%          | 12.3%          | 12.4%        |        |
| 제16회 | 9월 17일 | 12.5%          | 13.7%          | 13.9%        |        |

## 수상 경력
- 2022년 MBC 연기대상 미니시리즈 부문 여자 최우수연기상 (윤아)
- 2022년 MBC 연기대상 올해의 드라마상
- 2022년 MBC 연기대상 베스트 커플상 (이종석&윤아)
- 2022년 MBC 연기대상 대상 (이종석)

## 같이 보기
- 대한민국의 텔레비전 드라마 목록 (ㅂ)
- 2022년 대한민국의 텔레비전 드라마 목록

## 참고 사항
- 이유준과 장혁진은 2021년에 방송된 SBS 금토드라마 《모범택시》에 이어서 두 번째로 의기투합하게 되었다.
- 이종석은 KBS의 시즌제 교육 드라마 《학교 2013》에 출연한 이후 10년 만에 복귀하였다.
- 이기영은 2017년에 방송된 SBS 수목드라마 《당신이 잠든 사이에》에 이어서 두번째로 의기투합하게 되었다.
- 임윤아와 이기영은 2017년에 방송된 MBC 월화드라마 《왕은 사랑한다》에 이어서 두 번째로 의기투합하게 되었다.
- 김정현, 장혁진, 이기영은 SBS 금토드라마 《배가본드》에 이어서 두 번째로 의기투합하게 되었다.
- 김정현과 이기영은 2010년에 방송된 SBS 월화 특별기획드라마 《자이언트》와 2019년에 방송된 SBS 금토드라마 《배가본드》에 이어서 세 번째로 호흡을 맞추게 된 계기가 되었다.
- KBS 드라마본부의 박기호 국장의 인터뷰에서, "MBC가 야심차게 기획한 금토드라마 '빅마우스'는 승률 10%의 변호사가 맡게 된 살인 사건에 휘말려, 하루아침에 희대의 천재 사기꾼 '빅마우스(Big Mouse)'가 되어 살아남기 위해, 그리고 가족을 지키기 위해 거대한 음모로 얼룩진 특권층의 민낯을 파헤쳐 나가는 이야기로 인간의 탐욕과 욕망으로 뒤끓는 현실 속에서, 진정한 정의 사회를 실현하기 위한 희망을 보여주자는 취지로, 스릴러물 특유의 독창적인 세계관을 구축한 서스펜스 느와르 드라마로 기획하여, 연기력이 검증된 30대 초반의 남녀배우들을 드라마 주연급에 전격 기용했다"며 "300억원 규모의 막대한 제작비가 투자된 사전 제작 드라마이므로, 해외 판권 독점 계약을 위한 사전 심의 기간을 염두에 두고, 북미와 유럽, 일본 등 동아시아 국가를 비롯한 전 세계 50여개 국에서 판권 계약을 체결하여, 최근 장르물과 원톱물이 인기를 끄는 드라마 트렌드에서 자체적으로 완성도에 기대가 높아 MBC와 SBS 등 각 방송사의 금토드라마 시청률과 화제성을 선점하기 위해 본방송 시점을 MBC 드라마본부 측에서 2022년 7월 29일로 최종 확정했다"라고 덧붙였다.[3]
- 이로써, 2021년 하반기에 방영한 MBC 금토 드라마 '옷소매 붉은 끝동'에 이어서, 12% 내외의 압도적인 시청률을 기록하는 기염을 토한 역대 최대 기록이므로, 지상파 금토극 중 그 동안 시청률 1위를 독식해 왔던 SBS의 아성에 도전장을 던졌다.

## 동일 소재 드라마
- 남자 이야기 (KBS 2TV 월화 드라마 - 2009년 상반기 방영작)